# Caudete
Caudete er en by og kommune i det sydøstlige Spanien i provinsen Albacete. Den har et indbyggertal på 10.249 (2024) indbyggere.